# Sosnovoborsky (huyện)
Sosnovoborsky (tiếng Nga: ? райо́н) là một huyện hành chính tự quản (raion), của tỉnh Penza, Nga. Huyện có diện tích 1550 km², dân số thời điểm ngày 1 tháng 1 năm 2000 là 22200 người. Trung tâm của huyện đóng ở Sosnonoborsk.